# 리타 존슨

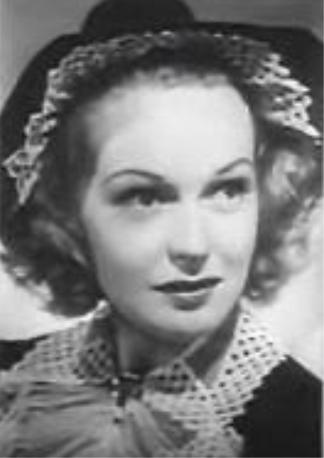

리타 존슨(Rita Johnson, 1913년 8월 13일 ~ 1965년 10월 31일)는 미국의 배우, 연극 배우, 영화배우이다.
우스터에서 태어났으며 할리우드에서 사망하였다. 사인은 질병이다.

## 영화
- 내 모든 것을 다 주어도 (1957년)
- 어페어 오브 수잔 (1945년)
- 마이 프렌드 프릭카 (1943년)
- 천국의 사도 조단 (1941년) - 줄리아 판스워드 역
- 인간 에디슨 (1940년)
- 데이 올 컴 아웃 (1939년)
- 닉 카터, 마스터 디텍티브 (1939년)
- 호놀룰루 (1939년)
- 브로드웨이 세레나데 (1939년)